# Ценжковиці (гміна)
Гміна Ценжковиці (пол. Gmina Ciężkowice) — місько-сільська гміна у південній Польщі. Належить до Тарновського повіту Малопольського воєводства.
Станом на 31 грудня 2011 у гміні проживало 11230 осіб.

## Площа
Згідно з даними за 2007 рік площа гміни становила 103.22 км², у тому числі:
- орні землі: 61.00%
- ліси: 30.00%

Таким чином, площа гміни становить 7.29% площі повіту.

## Населення
Станом на 31 грудня 2011:
| Опис     | Загалом | Загалом | Чоловіки | Чоловіки | Жінки | Жінки |
| -------- | ------- | ------- | -------- | -------- | ----- | ----- |
| одиниця  | осіб    | %       | осіб     | %        | осіб  | %     |
| все      | 11230   | 100     | 5653     | 50.34    | 5577  | 49.66 |
| міське   | 2493    | 100     | 1208     | 48.46    | 1285  | 51.54 |
| сільське | 8737    | 100     | 4445     | 50.88    | 4292  | 49.12 |

## Сусідні гміни
Гміна Ценжковіце межує з такими гмінами: Бобова, Ґромник, Жепенник-Стшижевський, Заклічин, Коженна, Мощениця.